# Traumatismo laríngeo
El traumatismo laríngeo es un tipo de traumatismo infrecuente catalogado como una lesión amenazante para la vida debido a que el compromiso a este nivel puede alterar tanto la anatomía como la función de este órgano. El manejo oportuno y precoz disminuyen las secuelas tanto en la vía aérea como en la digestiva.

## Anatomía y fisiología
La laringe está protegida en la parte superior por la mandíbula, en la parte inferior por el esternón, en la parte posterior por la columna cervical y lateralmente por los músculos del cuello, no siendo así en la región anterior de la laringe, debido a que está cubierto solamente por tejido celular subcutáneo y piel siendo propicio para recibir una alta descarga de energía concentrado en un lugar pequeño. 

### Zonas del cuello
Existen 3 zonas del cuello:
- zona 1: desde las clavículas hasta el cartílago cricoides.
- zona 2: desde el cartílago cricoides hasta el ángulo de la mandíbula.
- zona 3: desde el ángulo de la mandibular hasta la base del cráneo.

La zona del cuello más comprometida es la zona II, que comprende desde la cricoides hasta el ángulo de la mandíbula. La protección que brinda la mandíbula a la laringe es más pronunciada en los bebes debido a la proximidad que tiene la mandíbula con el esternón y  la localización laríngea de manera más superior, ubicándose a nivel de C3. 
Considerando que es un órgano que desempeña una labor anatomo-funcional y la proximidad que tiene con el esófago un trauma a este nivel puede comprometer ambos sistemas, la laringe cumple la función principal de proteger  la vía aérea de la aspiración. 

## Epidemiología
La incidencia de este tipo de traumatismos para el 2014 era de 1 paciente por cada 14.583 a 42.528 visitas a la emergencia.

## Mecanismos de trauma
Se clasifican en:
- Externos:
- Penetrantes
- Cerrados
- Internos:
- Intubación orotraqueal prolongada
- Quemadura por inhalación
- Ingestión de cáusticos

El riesgo de que un trauma penetrante comprometa una estructura vital es del 10-20 % para traumas por arma blanca y del 50% para traumas por armas de fuego.
Los traumas cerrados pueden deberse a estrangulamiento y ahorcamiento. Uno de los traumas cerrados prevalente en personas que manejan moto, bicicleta, o sufren accidentes automovilísticos en los cuales la persona sale volando por la ventana y el cuello colisiona con una estructura metálica, se le denomina “Lesión en tendedero de ropa”.
De todas las causas de trauma interno la intubación oro-traqueal prolongada es de lejos la más común, debido a que los procedimientos quirúrgicos en emergencia y los bebes prematuros requieren este procedimiento.

## Clínica
La presentación clínica del trauma laríngeo puede ir desde un paro cardiorrespiratorio que comprende un manejo complejo, a un simple cambio de voz. Siendo los signos más comunes la ronquera (85%) y la disfagia (52%). Existe el signo llamado "Donald Duck like", en el cual debido a la traumatismo el paciente, al hablar, suena como el pato Donald.

## Manejo
Considerando que esta afección es un trauma,  el manejo inicial debe regirse según el ATLS, y priorizar el establecer una vía aérea segura, que para estos casos es recomendado la traqueostomía, la cual se realiza entre el segundo y tercer anillo traqueal. La intubación endotraqueal puede exacerbar la lesión y si ya se hizo el procedimiento, a la primera oportunidad de convertir a una traqueostomía se debe hacer para prevenir lesiones a largo plazo. Sin embargo, el seguro de trauma es diferente del seguro de vida. Esto se debe a que el seguro de trauma ayuda a cubrir los costos de tratamiento de enfermedades graves, mientras que el seguro de vida paga después de su muerte.